# Fabio Liverani
Fabio Liverani (Roma, Italia, 29 de abril de 1976) es un exfutbolista italiano, de padre italiano y madre somalí que jugaba como mediocampista. Inició su carrera como entrenador en el Genoa C.F.C., y posteriormente dirigió al Leyton Orient y Ternana. Actualmente dirige al Ternana.

## Trayectoria como jugador
Inició su carrera jugando en el A.S.D Nocerina en 1996. Pasó luego por el Viterbese de la Serie C2 y el Perugia donde haría su debut en Serie A el 1 de octubre del 2000 en un partido contra Lecce. En el 2001 llega al Lazio, donde ganaría la Copa Italia del 2004. Jugó además por la Fiorentina, donde estuvo dos temporadas, antes de fichar por el Palermo. Terminó su carrera en el F.C. Lugano de Suiza.

## Entrenador
Después de retirarse, Liverani entrenó al Genoa por primera vez en 2013, una experiencia que duró solo unos meses.
En 2014, fue contratado por Leyton Orient F.C., un equipo de Football League One. La aventura terminó con el descenso del club.
En 2017, logró ganarse la salvación al frente de Ternana, en la Serie B, y en septiembre se trasladó a Lecce, lo que le llevó a la victoria en el campeonato de la Serie C. En la temporada 2018-19 al frente del equipo giallorosso logró alcanzar un nuevo ascenso en la Serie A. Permaneció al frente del Lecce durante toda la temporada 2019-20, en la que el equipo, a pesar de expresar buen fútbol, no logra mantenerse en la máxima categoría.
En 2020, se convirtió en el nuevo entrenador del Parma; sin embargo, su experiencia duró unos meses, y el 7 de enero de 2021 fue despedido tras cuatro derrotas consecutivas.
El 8 de junio de 2022, Liverani fue presentado como el nuevo entrenador del Cagliari, tras el descenso del club a la Serie B.El 20 de diciembre, tras una derrota por 2-1 ante Palermo y una primera mitad de la temporada decepcionante, fue cesado en sus funciones.
En febrero de 2024, fue oficializado como entrenador de la Salernitana.Un mes más tarde, fue despedido de su cargo después de haber sumado un punto en cinco partidos.
El 6 de febrero de 2025, inició su segunda etapa al frente del Ternana.

## Clubes

### Como jugador
| Club                     | País   | Año       |
| ------------------------ | ------ | --------- |
| A.S.D. Nocerina 1910     | Italia | 1996      |
| A.S. Viterbese Castrense | Italia | 1996-2000 |
| A.C. Perugia             | Italia | 2000-2001 |
| S.S. Lazio               | Italia | 2001-2006 |
| A.C.F. Fiorentina        | Italia | 2006-2008 |
| U.S.C. Palermo           | Italia | 2008-2011 |
| F.C. Lugano              | Suiza  | 2011      |

### Como entrenador
| Club               | País       | Año           | P   | PG | PE | PP | % e.   |
| ------------------ | ---------- | ------------- | --- | -- | -- | -- | ------ |
| Genoa C.F.C        | Italia     | 2013          | 6   | 1  | 1  | 4  | 22.22% |
| Leyton Orient F.C. | Inglaterra | 2014-2015     | 27  | 8  | 6  | 13 | 37.04% |
| Ternana            | Italia     | 2017          | 8   | 5  | 2  | 1  | 70.83% |
| Lecce              | Italia     | 2017-2020     | 115 | 51 | 27 | 37 | 52.17% |
| Parma              | Italia     | 2020          | 18  | 4  | 6  | 8  | 33.33% |
| Cagliari           | Italia     | 2022          | 20  | 6  | 7  | 7  | 41.67% |
| Salernitana        | Italia     | 2024          | 5   | 0  | 1  | 4  | 6.67%  |
| Ternana            | Italia     | 2025-presente |     |    |    |    |        |
| Total              | Total      | Total         | 205 | 78 | 51 | 76 | 46.34% |

## Palmarés

### Como jugador
| Título      | Club                     | País   | Año  |
| ----------- | ------------------------ | ------ | ---- |
| Serie C2    | A.S. Viterbese Castrense | Italia | 1999 |
| Copa Italia | S.S. Lazio               | Italia | 2004 |